# Sagrario Mochales
Sagrario Mochales del Val es una investigadora, microbióloga española, pionera de la puesta en marcha de la investigación de antibióticos. Participó en el cribado de productos naturales para el descubrimiento de diversos principios activos, como el antibiótico de amplio espectro Fosfomicina muy usado para el tratamiento de infecciones de orina entre otras muchas afecciones. Así como la Lovastatina, para el tratamiento de la hipercolesterolemia con el fin de reducir los niveles de colesterol y evitar así la enfermedad.
Su nombre forma parte de la historia de los antibióticos por haber participado en el descubrimiento y patente de la Fosfomicina. 

## Trayectoria
Estudió Biología en la Universidad de Madrid y se formó en bioquímica, microbiología clínica y biología molecular.
Fue una de las pocas mujeres en España que tuvo la oportunidad de trabajar en investigación en el ámbito científico en una época en la que el trabajo femenino estaba básicamente asociado a cuidados, y en la que era habitual el despido al casarse. Sin embargo, Mochales casada y embarazada, logró continuar con su profesión de investigadora gracias a la protección que le otorgó su participación en la patente de la Fosfomicina. Cabe señalar que inicialmente no se planteó incluir su nombre entre los científicos participantes en la patente, porque entonces ni las mujeres ni los técnicos solían firmar, pero David Heindlin, su colega estadounidense de investigación de Merck Research, insistió, y finalmente su nombre figuró tanto en la solicitud como en la patente concedida en 1972.
Integró desde 1954 el equipo de investigación de la Compañía Española de Penicilina y Antibióticos (CEPA) que funcionaba, en el laboratorio de Madrid, con un convenio colaborativo con el laboratorio de la empresa farmacéutica estadounidense Merck Research ubicado en  Rahway, Nueva Jersey. En la CEPA los miembros del equipo de trabajo tenían por costumbre viajar por España siempre equipados con distintos recipientes para coger muestras de tierra o aguas allí donde fuesen en busca de nuevas sustancias terapéuticas interesantes. Así fue como en 1966, otro miembro del equipo, el doctor e investigador Sebastián Hernández, en un viaje por la carretera de Jávea a Gata de Gorgos (Alicante) recogió unas muestras de suelo en la ladera sur del monte Montgó y las llevó al laboratorio. En el laboratorio Mochales cultivó distintos organismos que encontró en la muestra y observó en uno, la cepa Streptomyces fradiae, una aceptable actividad microbacteriana. Tras los correspondientes controles y estandarización envió la muestra a Estados Unidos donde la empresa farmacéutica Merck llevó a cabo los estudios clínicos necesarios para desarrollar el nuevo antibiótico, la Fosfomicina.
En 1969 se publicó en la revista Science el artículo en el cual se presentaba el nuevo antibiótico, dicho estudio fue firmado por sus colegas estadounidenses de investigación de Merck, junto a sus colegas de la CEPA Hernández y Mata, y ella en último lugar.
El descubrimiento de la Fosfomicina fue patentado tanto en Estados Unidos como en España y se comercializa bajo el nombre comercial de Monurol, antibiótico que durante décadas ha sido uno de los principales para el tratamiento de infecciones de orina, aunque también se emplea en muchos otros tratamientos.
Mochales también colaboró en los años 70 en el descubrimiento de medicamentos para reducir los niveles altos de colesterol y evitar así las enfermedades relacionadas con este. En su investigación descubrió el compuesto esencial de la lovastatina, a raíz del estudio del hongo Aspergillus Terreos y en el marco de su colaboración con Merck lo envió a Estados Unidos donde se desarrolló el producto final, que fue la primera estatina del mercado. Esta se lanzó con el nombre comercial de Mevacor y fue el predecesor del Zocor (sinvastatina), uno de los más vendidos de Merck en toda su historia.
Posteriormente, en la década de 1980 el laboratorio de la CEPA pasó a convertirse en un centro de investigación, el Centro de Investigación Básica de España (CIBE) bajo el control de Merck. Sagrario Mochales fue nombrada directora de este en 1989. Su carrera científica estuvo vinculada a Merck, Sharp & Dohme durante más de cuarenta y cinco años.
Además de su contribución fundamental en el desarrollo de la Fosfomicina y la Lovastatina, participó conjuntamente con otros científicos en diversos estudios y patentes de nuevos microorganismos y agentes antibacterianos, mayoritariamente en el área de los antibióticos y antifungicidas.

## Reconocimientos
Es miembro de honor de la Sociedad Española de Quimioterapia.